# George Wells Beadle
George Wells Beadle (Wahoo, Nebraska, 1903. október 22. – Pomona, Kalifornia, 1989. június 9.) amerikai genetikus. 1958-ban Edward Tatummal és Joshua Lederberggel megosztva elnyerte az orvostudományi Nobel-díjat "annak felfedezéséért, hogy a gének kémiai reakciók szabályozásával fejtik ki hatásukat".
Beadle Tatummal közösen dolgozott, a Neurospora crassa penészgombát tették ki röntgensugárzás hatásának, figyelve a kialakult mutációkat. Felfedezték, hogy a mutációk megváltoztatják az anyagcsere egyes lépéseit befolyásoló enzimeket, ezzel közvetlen kapcsolatot mutatva ki a gének és az enzimreakciók között (egy gén, egy enzim hipotézis).

## Tanulmányai
George W. Beadle 1903. október 22-én született a nebraskai kisvárosban, Wahoo-ban. Szüleinek, Chauncey Elmer Beadle-nek és Hattie Albrónak egy 16 hektáros farmja volt a város közelében. Anyja meghalt, amikor George négyéves volt. Wahoo-ban végezte el a középiskolát és maga is farmar lett volna, ha egyik tanára rá nem beszéli, hogy iratkozzon be a Nebraskai Egyetem mezőgazdasági szakára. 1926-ban BSc oklevelet szerzett, utána pedig egy évig Franklin D. Keim mellett a búzahibrideket tanulmányozta. Első tudományos cikkét a füvek ökológiájáról írta. Keim javaslatára 1927-től továbbtanult a New York-i Cornell Egyetemen, ahol 1931-ben szerezte meg PhD fokozatát (disszertációja a kukorica genetikájáról szólt). 

## Genetikai munkássága
Ugyanebben az évben a Nemzeti Kutatási Tanács ösztöndíjával a CalTech-en helyezkedett el. Itt a Drosophila melanogaster genetikáját tanulmányozó kutatócsoporthoz csatlakozott, elsősorban a kromoszómák crossing-overjével és génátrendeződéssel foglalkozott. 1935-ben öt hónapot Párizsban töltött Boris Ephrussi meghívására, akivel a CalTechen dolgozott együtt a muslicák szemszínét befolyásoló mutációkon.
Beadle 1936-ban a CalTech-ről átment a Harvard Egyetemre, egy évvel később pedig a Stanford Egyetemen professzori kinevezést kapott. Kilenc évet töltött a Stanfordon, ahol Edward Tatum biokémikussal közös kutatásokat végzett. Megpróbálták meghatározni a muslica szemszínének változása mögötti kémiai hátteret, és bár értek el előrehaladást, a felderítendő biokémiai hálózat túl bonyolultnak mutatkozott. Beadle ezért egy egyszerűbb, biokémiai szempontból könnyebben kutatható élőlény, a Neurospora crassa penészgomba felé fordult. Röntgensugárzással új mutációkat hozott létre és figyelte az anyagcserben bekövetkezett változásokat. 1945-ben felállította elméletét, miszerint "egy adott enzim specificitását egy és csak egy gén határozza meg és ez feltehetően a többi proteinre is igaz". Az "egy gén, egy enzim" hipotézis alapvető fontosságúnak bizonyult a genetika további fejlődésében.
1946-ban visszatért a CalTech-re mint a biológiai divízió vezetője, és ott is maradt egészen 1961-ig, amikor a előbb a Chicagói Egyetem kancellárjává, majd néhány hónappal később elnökévé választották. 1968-ban, 65 évesen elérte a nyugdíjkorhatárt, és lemondása után kukoricagenetikával, a nemesített növény eredetével foglalkozott. Bebizonyította azt, amit korábban csak sejtettek, hogy a kukorica őse a mexikói teozinte.  

## Elismerései
George W. Beadle Edward Tatummal és a bakteriális genetikával foglalkozó Joshua Lederberggel közösen 1958-ban orvostudományi Nobel-díjban részesült. 1950-ben megkapta az Albert Lasker-díjat, 1951-ben a Dyer-díjat, 1953-ban a dán Emil Christian Hansen-díjat, 1958-ban pedig az Albert Einstein Emlékdíjat. Számos egyetem avatta díszdoktorává, tagja volt az Amerikai Művészeti és Tudományakadémiának, az Amerikai Tudományos Akadémiának, a brit Royal Society-nek és a Dán Királyi Tudományos Akadémiának.
Halála után róla nevezték el az Amerikai Genetikai Társaság George W. Beadle-díját.

## Családja
Beadle 1928-ban feleségül vette Marion Hillt, a Cornell Egyetem botanikahallgatóját, aki segített neki kukoricakísérleteiben. Fiuk, David Beadle 1931-ben született. Miután elváltak, Beadle 1953-ban összeházasodott Muriel McClure írónővel.
George W. Beadle 1989. június 9-én halt meg a kaliforniai Pomonában, 85 évesen.